# Tengiz
Tengiz popř. Dengiz (kazašsky Теңіз, rusky Тенгиз) je hořkoslané jezero v severní části Kazašské pahorkatiny v Kazachstánu. Leží v tektonické propadlině. Má rozlohu 1590 km², délku 75 km a maximální hloubku 8 m.
16. listopadu 1976 sovětská vesmírná loď Sojuz 23 neúmyslně přistála na hladinu v severní části částečně zamrzlého jezera. Posádka lodi byla zachráněna při velice komplikované záchranné operaci.

## Pobřeží
Pobřeží je převážně nízké, východní břeh je velmi členitý a podél něj se nachází několik ostrovů. Na severovýchodě je mělký záliv. Dno je rovné, místy tvořené černým jílem, který je vhodný k léčebným účelům.

## Vlastnosti vody
Voda je mineralizovaná (slanost 3 až 12,7 ‰, v zálivu 18,2 ‰). Zamrzá v prosinci a rozmrzá v dubnu.

## Vodní režim
Zdrojem vody je převážně sníh. V některých letech část jezera vysychá. Do Tengizu ústí řeky Nura a Kulanutpes.